# Đảng Lực lượng Nhân dân (Singapore)
Đảng Lực lượng Nhân dân (tiếng Anh: People's Power Party, viết tắt: PPP) là một đảng chính trị ở Singapore.
Đảng này do cựu Tổng bí thư của Đảng Đoàn kết Quốc dân (National Solidarity Party, NSP), Ngô Minh Thịnh và các chính trị gia khác thành lập. Ngô đã đệ đơn đăng kí thành lập đảng vào ngày 15 tháng 5 năm 2015. Đây là một trong những đảng chính trị mới ở Singapore.

## Mục tiêu và chính sách
PPP ủng hộ sự tách biệt của Năm nguồn lực (bao gồm Xã hội, Văn hóa, Chính trị, Kinh tế) và sự phát triển cân bằng hơn ở Singapore.
PPP đã du nhập và biến đổi chủ nghĩa Tam Dân và hệ thống năm nhánh chính quyền của nó do bác sĩ Tôn Dật Tiên, quốc phụ của Trung Hoa Dân Quốc (1912-1949), đề xướng.